# Herb powiatu jasielskiego
Herb powiatu jasielskiego – symbol powiatu jasielskiego, autorstwa Krzysztofa Wnęka, ustanowiony 25 października 2001.

## Wygląd i symbolika
Herb przedstawia na tarczy w polu czerwonym srebrnego orła ze złotymi szponami, dziobem i przepaską przez pierś i skrzydła oraz takąż koroną na głowie. Na jego piersi umieszczono tarczę sercową czerwoną, w której złota korona ponad takimż monogramem „JAR” (herb Jasła).